# 도미야스 다케히로
토미야스 타케히로(일본어: 冨安 健洋, 1998년 11월 5일~)는 일본의 축구 선수로 포지션은 센터백, 오른쪽 풀백이다. 현재 잉글랜드 프리미어리그의 아스널 FC에서 뛰고 있다.

## 구단 경력
그는 2015년 아비스파 후쿠오카에 입단했다. 2018년 신트트라위던 VV로 이적했다. 2019년 볼로냐 FC 1909로 이적했다. 2021년까지 61경기에 출전하여, 3득점을 넣었다. 2021년 아스널 FC로 이적했다.

## 국가대표팀 경력
그는 2017년 FIFA U-20 월드컵에 참가할 일본 U-20 국가대표팀에 발탁되었으며, 4경기에 출전했다.
2018년 10월 12일 파나마과의 경기에서 일본 국가대표팀에 데뷔했다. 2019년 AFC 아시안컵 준우승에 기여했다. 2019년 코파 아메리카에도 출전했다.
그는 2020년 하계 올림픽에 참가할 일본 U-23 국가대표팀에 발탁되었으며, 3경기에 출전, 4강 진출에 기여했다.
2022년 FIFA 월드컵에 발탁되었으며, 3경기에 출전, 16강 진출에 기여했다. 2023년 AFC 아시안컵에도 출전했다.

## 통계
| 일본 | 일본 | 일본 |
| 연도 | 출전 | 득점 |
| ---- | ---- | ---- |
| 2018 | 2    | 0    |
| 2019 | 16   | 1    |
| 2020 | 3    | 0    |
| 2021 | 7    | 0    |
| 2022 | 4    | 0    |
| 2023 | 5    | 0    |
| 2024 | 5    | 0    |
| 통산 | 42   | 1    |